# Панич Юліан Олександрович
Юліан Олександрович Панич (нар. 23 травня 1931, Зінов'євськ, нині Кропивницький, Україна - 9 жовтня 2023) — радянський актор та режисер театру і кіно, сценарист. Заслужений діяч мистецтв Росії (1996). Лауреат Російської національної акторської премії імені Андрія Миронова «Фігаро» (2013).

## Життєпис
Закінчив Театральне училище ім. Б. Щукіна (1954, майстерня А. Орочко). Працював у театрах Москви та Ленінграда.
У 1956 році одружився з другокурсницею Щукінського училища, Людмилою, в 1958 народився син Ігор (нині американський актор).
Емігрував з родиною в 1972 році в Ізраїль, потім переїхав до США, потім — до Німеччини, де в Мюнхені почав працювати на радіо «Свобода». Працював диктором, режисером, ставив спектаклі в США та Росії.
Співпрацює з Санкт-Петербурзьким театром «Російська антреприза» імені Андрія Миронова.

## Родина
- Дружина: Паніч (Цвейг) Людмила Іванівна (нар. 1934) — актриса і режисер.
  - Син: Паніч Ігор Юліанович (нар. 1958) — актор, режисер, продюсер, літератор.

## Кар'єра
Дебютував у кінематографі в 1955 році (стрічки: «Різні долі» (1956), «Всього дорожче» (1957), «Кочубей» (1958), «Обережно, бабусю!» (1960), «Першоросіяни», «Зелена карета» (1967) та інші).
Знявся в українських фільмах:
- «Педагогічна поема» (1955, Семен Карабанов)[5],
- «Кривавий світанок» (1956, Марко Гуща)[6],
- «300 років тому…» (1956, Тиміш Хмельницький),
- «Новели Красного дому» (1964, Максим)[7].

Поставив кінокартини: «Ти бачиш, я не забуваю», «Дорога додому» (1967, 2 с, автор сценар. Перший Приз Другого Всесоюзного фестивалю телефільмів в Ленінграді в 1968 році), «Проводи білих ночей» (1969, за мотивами однойменної п'єси В. Панової) та ін.